# Idrottsföreningen Kamraterna, Helsingfors (calcio)
La sezione calcio dell'Idrottsföreningen Kamraterna, Helsingfors, meglio nota come HIFK, fondata nel 1907, è stata una delle squadre protagoniste del campionato finlandese di calcio fino agli anni settanta, vincendo 7 titoli nazionali, conquistando 7 secondi e 4 terzi posti, partecipando a due edizioni della Coppa dei Campioni e ad una di Coppa UEFA. Milita in Kolmonen, quinta divisione del campionato finlandese.

## Storia

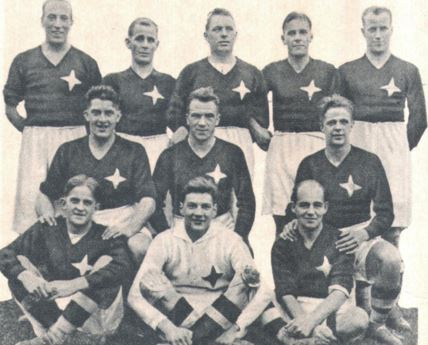
La squadra dell'HIFK vincitrice del suo terzo campionato nel 1933.

Sebbene la polisportiva HIFK fu fondata nel 1897, la sezione calcio fu avviata nel 1907. L'HIFK disputò la prima partita il 17 maggio 1908, perdendo 2-1 contro l'Unitas. Sin dal 1909 iniziò a giocare nel campionato finlandese di calcio, terminando al secondo posto in varie occasioni. Buona parte dei calciatori dell'HIFK fecero parte della selezione finlandese di calcio partecipante ai Giochi della V Olimpiade nel 1912. Nel 1930 vinse il campionato finlandese per la prima volta, bissando il successo l'anno seguente e conquistando il terzo titolo nel 1933. Nel 1937 vinse il suo quarto titolo e per il decimo anno consecutivo concluse il campionato nelle prime tre posizioni. Il quinto titolo arrivò nel 1947 in occasione dei cinquant'anni della polisportiva HIFK. Nel 1959 vinse il suo quinto titolo e nello stesso anno arrivò in finale di Suomen Cup, perdendo per 2-1 contro l'Haka. Grazie a questo successo l'HIFK si qualificò per la prima volta ad una competizione UEFA, la Coppa dei Campioni 1960-1961, venendo però eliminato al primo turno dagli svedesi dell'IFK Malmö. Il settimo titolo nazionale giunse nel 1961, con la conseguente partecipazione alla Coppa dei Campioni 1962-1963, competizione dalla quale fu eliminato nuovamente al primo turno dagli austriaci dell'Austria Vienna. Tornò a disputare una competizione europea nove anni dopo, la Coppa UEFA 1971-1972, venendo anche in questa occasione eliminato al primo turno dai norvegesi del Rosenborg. Con il decimo posto in Mestaruussarja nel 1972 arrivò la retrocessione in I divisioona e un graduale declino dell'HIFK, fino ad arrivare in IV divisioona, il quinto livello del campionato finlandese nel 1980. Da allora iniziò una lenta risalita, che culminò con la promozione in Ykkönen, secondo livello del campionato finlandese, al termine della stagione 1998. Al termine della stagione 2002 l'HIFK abbandonò la Ykkönen per iscriversi alla Nelonen, quinto livello del campionato finlandese, al posto della propria seconda squadra. Nuovamente l'HIFK risalì i livelli del calcio finlandese e due promozioni consecutive lo portarono dalla Kakkonen alla Veikkausliiga al termine della stagione 2014. Una volta conquistata la promozione in Veikkausliiga, l'HIFK annunciò che avrebbe giocato le partite casalinghe in massima serie al Sonera Stadium. La prima stagione disputata in massima serie dal 1972 si concluse con un settimo posto e una tranquilla salvezza.

## Palmarès

### Competizioni nazionali
- Campionato finlandese: 7

1930, 1931, 1933, 1937, 1947, 1959, 1961
- Ykkönen: 2

2014, 2018
- Kakkonen: 2

2010, 2013
- Kolmonen: 1

2007
- Nelonen: 1

2005

## Statistiche

### Partecipazione alle coppe europee
| Stagione | Torneo             | Turno         | Club           | Andata | Ritorno | Totale |
| -------- | ------------------ | ------------- | -------------- | ------ | ------- | ------ |
| 1960-61  | Coppa dei Campioni | Primo turno   | IFK Malmö      | 1-3    | 1-2     | 2-5    |
| 1962-63  | Coppa dei Campioni | Primo turno   | Austria Vienna | 3-5    | 0-2     | 3-7    |
| 1971-72  | Coppa UEFA         | Trentaduesimi | Rosenborg      | 0-3    | 0-1     | 0-4    |

## Organico

### Rosa 2020
Rosa aggiornata al 4 febbraio 2020.
| N. |                        | Ruolo | Calciatore          |
| -- | ---------------------- | ----- | ------------------- |
| 1  | Finlandia (bandiera)   | P     | Otto Huuhtanen      |
| 2  | Stati Uniti (bandiera) | D     | Macario Hing-Glover |
| 3  | Finlandia (bandiera)   | C     | Sakari Mattila      |
| 4  | Finlandia (bandiera)   | D     | Hannu Patronen      |
| 6  | Finlandia (bandiera)   | D     | Riku Selander       |
| 7  | Finlandia (bandiera)   | C     | Moshtagh Yaghoubi   |
| 8  | Finlandia (bandiera)   | C     | Jukka Halme         |
| 9  | Brasile (bandiera)     | A     | Luís Henrique       |
| 10 | Afghanistan (bandiera) | A     | Jabar Sharza        |
| 11 | Finlandia (bandiera)   | A     | Sakari Tukiainen    |
| 13 | Finlandia (bandiera)   | C     | Joel Mattsson       |
| 14 | Brasile (bandiera)     | A     | Erikson Carlos      |
| 15 | Brasile (bandiera)     | A     | Vitinho             |

| N. |                           | Ruolo | Calciatore         |
| -- | ------------------------- | ----- | ------------------ |
| 16 | Finlandia (bandiera)      | D     | Tino Palmasto      |
| 17 | Finlandia (bandiera)      | C     | Jani Bäckman       |
| 18 | Finlandia (bandiera)      | D     | Matias Hänninen    |
| 19 | Finlandia (bandiera)      | A     | Kevin Larsson      |
| 20 | Sierra Leone (bandiera)   | D     | Hassan Sesay       |
| 21 | Kenya (bandiera)          | A     | Sydney Lokale      |
| 22 | Finlandia (bandiera)      | D     | Joel Mero          |
| 23 | Finlandia (bandiera)      | A     | Nikolas Saira      |
| 24 | Costa d'Avorio (bandiera) | C     | Adama Fofana       |
| 34 | Finlandia (bandiera)      | D     | Tuukka Andberg     |
| 35 | Estonia (bandiera)        | P     | Martti Puolakainen |
| 50 | Brasile (bandiera)        | C     | Toró               |
| 77 | Kenya (bandiera)          | P     | Arnold Origi       |